# Противотанковая САУ
Противотанковые САУ
Самоходные ПТРК
Истребитель танков (ИТ), или противотанковая САУ — специализированное самоходное орудие (самоходно-артиллерийская установка) на гусеничном, либо колёсном ходу, предназначенное для борьбы с бронетехникой противника.
Истребитель танков создавался обычно на шасси танка или БТР, вооружался средствами борьбы с танками на средних и больших дистанциях: противотанковой пушкой или ракетой.

## История развития
Во время Второй мировой войны массированное боевое применение основных танков воюющими сторонами поставило вопрос о создании адекватных средств противодействия. Существовавшие ранее противотанковые буксируемые пушки решали проблему лишь частично и в целом неудовлетворительно. Буксируемая противотанковая артиллерия, как правило, была эффективна в условиях заранее подготовленной противотанковой обороны (ПТО), насыщенной большим количеством фортификационных сооружений, инженерных заграждений и минных полей, дающих базовую защиту орудиям и резко ограничивающих противника в манёвре. Однако даже при наличии достаточного количества тягачей противотанковым буксируемым орудиям не свойственна высокая мобильность. Расчёты и материальная часть буксируемых противотанковых пушек в боевом положении крайне уязвимы для ружейно-пулемётного огня противника, артиллерийского обстрела осколочными снарядами или любых атак с воздуха. Для максимально эффективного действия противотанковые буксируемые орудия требуют отлаженного тактического взаимодействия со своими стрелковыми войсками (пехотой) и войсковой ПВО, что далеко не всегда возможно.
Решением проблемы была разработка и запуск в серийное производство специализированных истребителей танков (танк-истребителей), однако на это требовалось время и значительные ресурсы, тогда как острый вопрос организации мобильной ПТО не терпел отлагательства. Неплохим выходом из создавшейся ситуации стал простой монтаж полевых противотанковых пушек на шасси устаревших или трофейных танков, достаточно мощных тягачей или бронетранспортёров. Как правило и орудие, и танковая база подвергались минимально возможным доработкам с целью ускорения конверсии производства. Для обеспечения удобства работы расчёта рубка или башня противотанковой САУ часто делались открытыми, в подавляющем большинстве случаев бронирование машины было противопульным.
Истребители танков (ИТ) могли оснащаться весьма мощными и, следовательно, тяжёлыми пушками, вплоть до таких образцов, как немецкое 128-мм орудие 12,8 cm Pak 44. Тем самым решались проблемы их мобильности и быстрого поворота в заданном направлении, — вручную повернуть орудие массой более трёх тонн в направлении атакующего с фланга или тыла вражеского танка было практически невозможно (для расчёта такая ситуация была гарантированной смертью). Относительная дешевизна в производстве зачастую приводила к тому, что изначально задумывавшиеся как временная мера, противотанковые САУ выпускались и воевали вплоть до конца войны.
Довольно многие ИТ, будучи САУ с открытым боевым отделением, в значительной мере сохранили большинство недостатков буксируемых противотанковых пушек, за исключением низкой мобильности последних: они по-прежнему были уязвимы для:
- осколков снарядов при артобстреле позиций,
- попаданий фугасных и кумулятивных снарядов из-за «затекания» ударной волны от взрыва в открытое боевое отделение,
- любых атак с воздуха,
- а также слабы в ближнем бою против вражеской пехоты — для уничтожения расчёта такой САУ достаточно забросить в её боевое отделение ручную противопехотную гранату.

В то же время открытое боевое отделение позволяет весьма тесно взаимодействовать в бою со своей пехотой, предоставляет экипажу возможность быстро покинуть подбитую машину, а также устраняет проблему загазованности боевого отделения САУ при интенсивной длительной стрельбе.
Несмотря на все достоинства, в послевоенное время из-за своих неустранимых в принципе недостатков противотанковые САУ с открытым боевым отделением достаточно быстро утратили боевое значение. Не последнюю роль в этом сыграла ориентация на использование техники в условиях ядерной войны — экипаж получает базовую защиту от поражающих факторов только внутри герметично закрытой боевой машины, что для противотанковых САУ с открытым боевым отделением невозможно в принципе.
Иначе получалось с ИТ с закрытым боевым отделением, сочетавших в себе все достоинства буксируемых противотанковых пушек и САУ с закрытым боевым отделением. Яркий пример таких ИТ— советская СУ-100, созданная на базе танка Т-34-85 и унаследовавшая от него достаточно хорошую бронезащиту. В частности такие ИТ надежно защищали свои экипажи от огня стрелкового оружия, воздействия ударных волн близких взрывов, осколков снарядов и шрапнели. Уничтожить такую ПТ-САУ можно было уже только противотанковым оружием. Но также такой ИТ свойственны и все недостатки любой САУ с закрытым боевым отделением.
Этот вид ИТ в СССР развивался вплоть до появления истребителей танков на основе БРДМ, вооружённых ПТУРСами. (В дальнейшем такие ракетные истребители танков делались и на гусеничной базе.)

## Противотанковые САУ периода Второй мировой войны
Ниже представлены, по государствам, некоторые модели Истребители танков или Противотанковых САУ периода Великой Отечественной и Второй мировой войны:

### Нацистская Германия
- Jagdtiger — наиболее мощно вооруженный ИТ Германии времён Второй мировой войны из серийно выпускавшихся, вооружена 12,8 см противотанковым орудием Pak 44 L/55; выполнена на шасси танка Pz.Kpfw. VI ausf. B Tiger II.
- Jagdpanther — противотанковая САУ на базе танка Пантера
- Jagdpanzer IV — противотанковая САУ на базе танка Pz.Kpfw. IV
- Ferdinand — один из самых вооружённых и мощно бронированных представителей немецкой бронетехники периода Второй мировой войны на базе шасси непринятого на вооружение танка Pz.Kpfw. VI Tiger (P).
- Nashorn (Носорог) — аналогичный ИТ этого класса на базе танка Pz.Kpfw. IV с более лёгким бронированием.
- Hetzer — немецкая лёгкая самоходная артиллерийская установка (САУ) класса истребителей танков.
- Marder III — высокомобильный и технологичный в производстве ИТ на базе чешского танка TNHP-S «Прага» (Pz Kpfw 38(t)).
- Marder I (Sd.Kfz. 135) — немецкая противотанковая САУ.
- Dicker Max — Немецкий высокопробиваемый ИТ. Выпущено всего 2 штуки, все уничтожены (Вторая сдана на металлолом).

### Союз Советских Социалистических Республик
- ИСУ-152 — самый мощный советский ИТ на базе танков серии ИС, созданный на основе СУ-152 и совмещавший функции тяжёлого штурмового орудия, истребителя танков и самоходной гаубицы.
- ИСУ-122 — САУ на том же шасси, имевшая меньшую огневую мощь, чем ИСУ-152, но превосходившая её по скорострельности и возимому боекомплекту и более приспособленная для борьбы с танками.
- СУ-100 — ИТ, создан на базе среднего танка Т-34-85.
- СУ-85 — ИТ, создан на базе среднего танка Т-34-76.
- СУ-76 — лёгкая САУ непосредственной поддержки пехоты (штурмовое орудие) на модифицированной базе танка Т-70, применялось также в качестве противотанковой САУ.
- ЗИС-30 — противотанковая САУ на базе лёгкого гусеничного бронированного тягача Т-20 «Комсомолец». Принимал участие в обороне Москвы. Всего было выпущено 100 машин.
- СУ-152 — вторая по мощности, после ИСУ-152 (См. выше) ПТ-САУ.

### США
Характерной чертой американских машин было размещение вооружения в открытой сверху вращающейся башне с развитым противовесом на кормовой её стороне.
- M10 Wolverine — высокомобильный и технологичный в производстве противотанковый ИТ на базе среднего танка М3 «Ли».
- M18 Hellcat — Быстроходный ИТ. Дополнительно вооружался тяжелым зенитным пулеметом Browning M2HB для защиты от атак с воздуха и борьбы с живой силой противника.
- M36 Jackson (Slugger) — тихоходный, но очень мощно вооружённый истребитель танков. Сделан на базе среднего танка M4 «Шерман»; обладал хорошим лобовым бронированием, но бортовая броня по-прежнему оставалась противопульной.

### Великобритания
- Archer — тихоходная, но очень мощно вооружённая противотанковая САУ на базе пехотного танка «Валентайн».
- Achilles (САУ) — английская модификация американской M10.
- Deacon — противотанковая САУ на платформе артиллерийского тягача AEC Matador.

### Италия
- Semovente da 90/53 — противотанковая САУ на базе среднего танка M14/41. Предназначалась для действий на Восточном фронте, однако из-за поражения в Сталинградской битве осталась в Италии.
- Semovente da 75/46 — ИТ итальянского производства, который использовался только немецкими войсками.
- Semovente da 47/32 — противотанковая САУ на базе лёгкого танка L6/40.

### Япония
- Хо-Ни III — противотанковая САУ на базе среднего танка Тип 97 «Чи-Ха».

## Компоновочные особенности

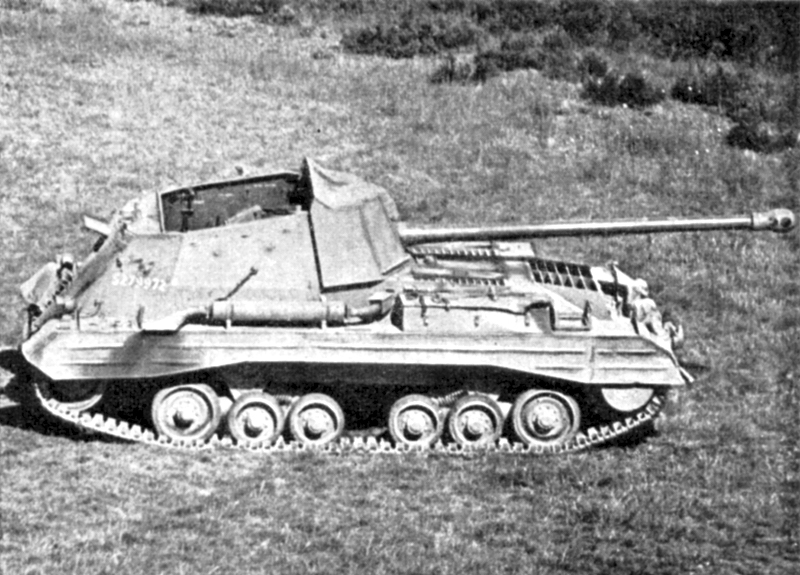
Противотанковая САУ «Archer».

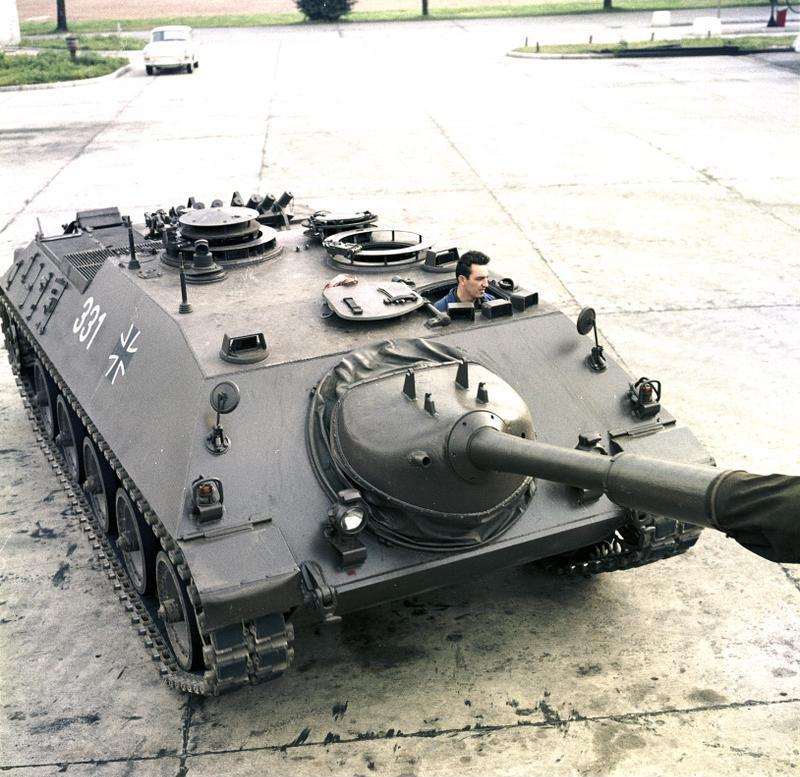
Kanonenjagdpanzer

Во время второй мировой войны наиболее востребованные образцы ПТ-САУ разрабатывались по принципу безбашенной компоновки, где вместо башни устанавливалась рубка с мощным противотанковым орудием.
По своей компоновке противотанковая САУ (с размещением орудия в рубке) достаточно типичны — рубка с орудием располагаются в корме, двигатель — в средней, а отделение управления — в носовой части машины. Интересным исключением является ИТ «Archer», который внешне похож на все остальные машины этого класса, но на самом деле по компоновке аналогичен советскому истребителю танков СУ-76— боевое отделение и отделение управления располагаются в корме машины, а двигатель в носовой части. Разница заключается в том, что у СУ-76 орудие направлено по ходу самоходки, а у «Archer» — против. В боевом положении «Archer» разворачивался кормой вперёд, и её механик-водитель не видел поля боя. Однако это позволяло без разворота машины быстро покинуть огневую позицию ходом вперёд.
После Второй мировой войны разрабатывались новые и опытные образцы мощных истребителей танков, а также танков с безбашенной компоновкой, например T28, Tortoise (танк), СУ-122-54, Объект 268, FV4005. С развитием противотанкового ракетного вооружения они перестали пользоваться популярностью и самоходные установки нашли применение в воздушно-десантных войсках
— АСУ-57, АСУ-85, M56 (САУ) и др.
В 1960-х — 1970-х годах на вооружении в ВС СССР появляются противотанковые системы Малютка (ПТРК), Конкурс (ПТРК), Штурм (ПТРК), размещаемые на боевых машинах, например 9П110 «Овод» и БТР-РД «Робот». Дальнейшее развитие противотанкового вооружения привело к появлению новых образцов, таких как «Хризантема» и «Спрут-СД».
В странах NATO на вооружение был принят противотанковый ракетный комплекс BGM-71 TOW, который стал устанавливаться на американский бронетранспортер M113. Противотанковые машины также представлены такими образцами как немецкие Kanonenjagdpanzer и Raketenjagdpanzer 2 (RakJPz 2), австрийский Steyr SK 105, шведский Strv 103 и др.